# 石井式濾水機
石井式濾水機（いしいしきろすいき）は、旧日本軍が川の汚水を浄化し安全な飲料水に濾過する目的で、石井四郎が開発した濾過装置である。
ノモンハン事件においては、石井四郎は、防疫給水において成果をあげた。石井四郎はこの功績により、1941年には、「軍陣衛生に関する研究発明考案」にて、「陸軍技術有功賞」を授与されている。
しかし、731部隊がコレラ菌を中国でまいた1942年の作戦では入院1万人、死亡1700人と日本兵の側に大きな被害が出ており、欠陥品であるとされている。戦争中に日本に持ち帰られた現物1台が長年国立病院機構金沢医療センター（旧陸軍金沢病院→国立金沢病院）に保管されており、2017年に大宮駐屯地の史料施設に寄贈された。このほかに陸上自衛隊衛生学校の史料館「彰古館」に3台現存する。
その後、軽量化された「九八式衛生濾水機」は陸軍にも正式に採用された。この九八式衛生濾水機の模型は明治大学生田キャンパス平和教育登戸研究所資料館に展示されている。